# نيكول أفانت
نيكول أفانت (بالإنجليزية: Nicole Avant)‏ هي دبلوماسية أمريكية، ولدت في 6 مارس 1968 في مقاطعة لوس أنجلوس في الولايات المتحدة.